# Taken by Storm
Taken by Storm è un cortometraggio muto del 1914 diretto da James Young che appare anche tra gli interpreti, Protagonista del film la famosa attrice Clara Kimball Young, moglie del regista, accanto a Lionel Belmore e a Charles Eldridge.

## Produzione
Il film fu prodotto dalla Vitagraph Company of America.

## Distribuzione
Distribuito dalla General Film Company, il film - un cortometraggio in una bobina - uscì nelle sale cinematografiche statunitensi il 19 agosto 1914.